# Juan José Mora
Juan José Mora è un comune del Venezuela situato nello stato del Carabobo.
Il capoluogo del comune è la città di Morón.